# U–188
Az U–188 tengeralattjárót a német haditengerészet rendelte a brémai AG Wessertől 1940. augusztus 15-én. A hajót 1942. augusztus 5-én vették hadrendbe. Három harci küldetése volt, ezek során kilenc hajót elsüllyesztett, egyet megrongált.

## Pályafutása

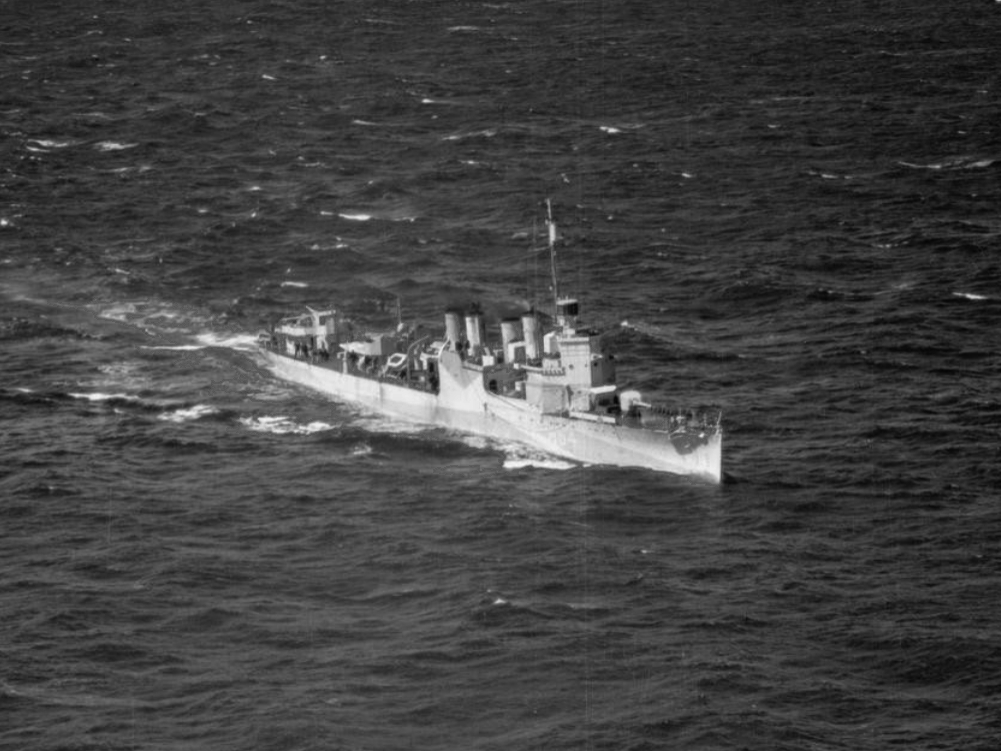
Az HMS Beverley

Az U–188 1943. március 4-én futott ki első harci küldetésére Kielből Siegfried Lüdden parancsnoksága alatt. Április 11-én az Atlanti-óceán északi részén a tengeralattjáró megtámadta az HMS Beverley brit rombolót, amely az ON–176-os konvoj végén haladt, miután súlyosan megrongálódott egy ütközésben. A hadihajó egy hónappal korábban egy másik rombolóval elpusztította az U–188 testvérhajóját, az U–187-et. Az HMS Beverley 155 fős legénységéből csak négyen élték túl a támadást.
Második bevetése 1943. június 30-án kezdődött, amikor a Monszun csoport tagjaként a Távol-Keletre indult franciaországi kikötőjéből. Szeptember 23-án 450 kilométerre Szomália partjaitól megtorpedózta a 2910 tonna acélt és 300 tonna nyers gumit szállító amerikai Cornelia P. Spencert. A teherhajó Ádenből haladt Durban felé. A torpedótalálat miatt a hajócsavar tengelye eltört, így a teherszállító leállt. Az U–188, nagyjából száz méterre a hajótól, feljött a felszínre, ekkor azonban a Cornelia P. Spencer háromhüvelykes fegyvereiből tüzet nyitott rá, így kénytelen volt ismét lemerülni. Fél óra múlva a tengeralattjáró újabb torpedót lőtt a hajóba, és a legénység életben lévő 66 tagja mentőcsónakokba szállt, őket később szövetséges hajók mentették ki, illetve 15 nap múlva partot értek Szomáliában.
Október 5-én a tengeralattjáró megtámadta a norvég Britannia tankert az Ománi-öbölben. A torpedótalálat nyomán tűz ütött ki a hajón, de a tankernek sikerült elmenekülnie. A fedélzeten tartózkodó valamennyi ember túlélte a német akciót.
Harmadik harci küldetése során az Ádeni-öböl bejáratánál, Jemen déli partjainál vadászott. 1944. január 20. és február 9. között hét teherszállítót pusztított el. A Fort Buckingham Bombayből Dél-Amerikába tartott, amikor az U–188 két torpedója eltalálta a Maldív-szigetektől északnyugatra. A 89 fős legénységből 38-an meghaltak. A Fort la Maune, a Samouri és a Surada emberveszteség nélkül süllyedt hullámsírba. A kínai Csung Cseng nem volt ilyen szerencsés, amerikai-kínai legénységéből húszan meghaltak, a többieket egy brit szállítóhajó vette fel. Az U–188 1944. augusztus 20-án ért vissza Bordeaux-ba, ahol kivonták a hadrendből, mivel már használhatatlan volt.

## Kapitány
| Név              | Kezdőnap           | Zárónap            |
| ---------------- | ------------------ | ------------------ |
| Siegfried Lüdden | 1942. augusztus 5. | 1944. augusztus 9. |

## Őrjáratok
| Indulás | Indulónap        | Érkezés  | Zárónap           |
| ------- | ---------------- | -------- | ----------------- |
| Kiel    | 1943. március 4. | Lorient  | 1943. május 4.    |
| Lorient | 1943. június 30. | Penang   | 1943. október 30. |
| Penang  | 1944. január 1.  | Bordeaux | 1944. június 19.  |

## Elsüllyesztett és megrongált hajók
| Dátum                | Hajó neve          | Nemzetisége        | Brt  | Konvoj |
| -------------------- | ------------------ | ------------------ | ---- | ------ |
| 1943. április 11.    | HMS Beverley*      | Egyesült Királyság | 1190 | ON–176 |
| 1943. szeptember 21. | Corneli P. Spencer | Egyesült Államok   | 7176 |        |
| 1943. október 5.     | Britannia**        | Norvégia           | 9977 |        |
| 1944. január 20.     | Fort Buckingham    | Egyesült Királyság | 7122 |        |
| 1944. január 25.     | Fort la Maune      | Egyesült Államok   | 7176 |        |
| 1944. január 26.     | Samouri            | Egyesült Királyság | 7219 |        |
| 1944. január 26.     | Surada             | Egyesült Királyság | 5427 |        |
| 1944. január 29.     | Olga E. Embiricos  | Görögország        | 4677 | CB–7   |
| 1944. február 3.     | Csung Cseng        | Kína               | 7176 |        |
| 1944. február 9.     | Viva               | Norvégia           | 3798 |        |

* Hadihajó

** A hajó nem süllyedt el, csak megrongálódott